# Aulos

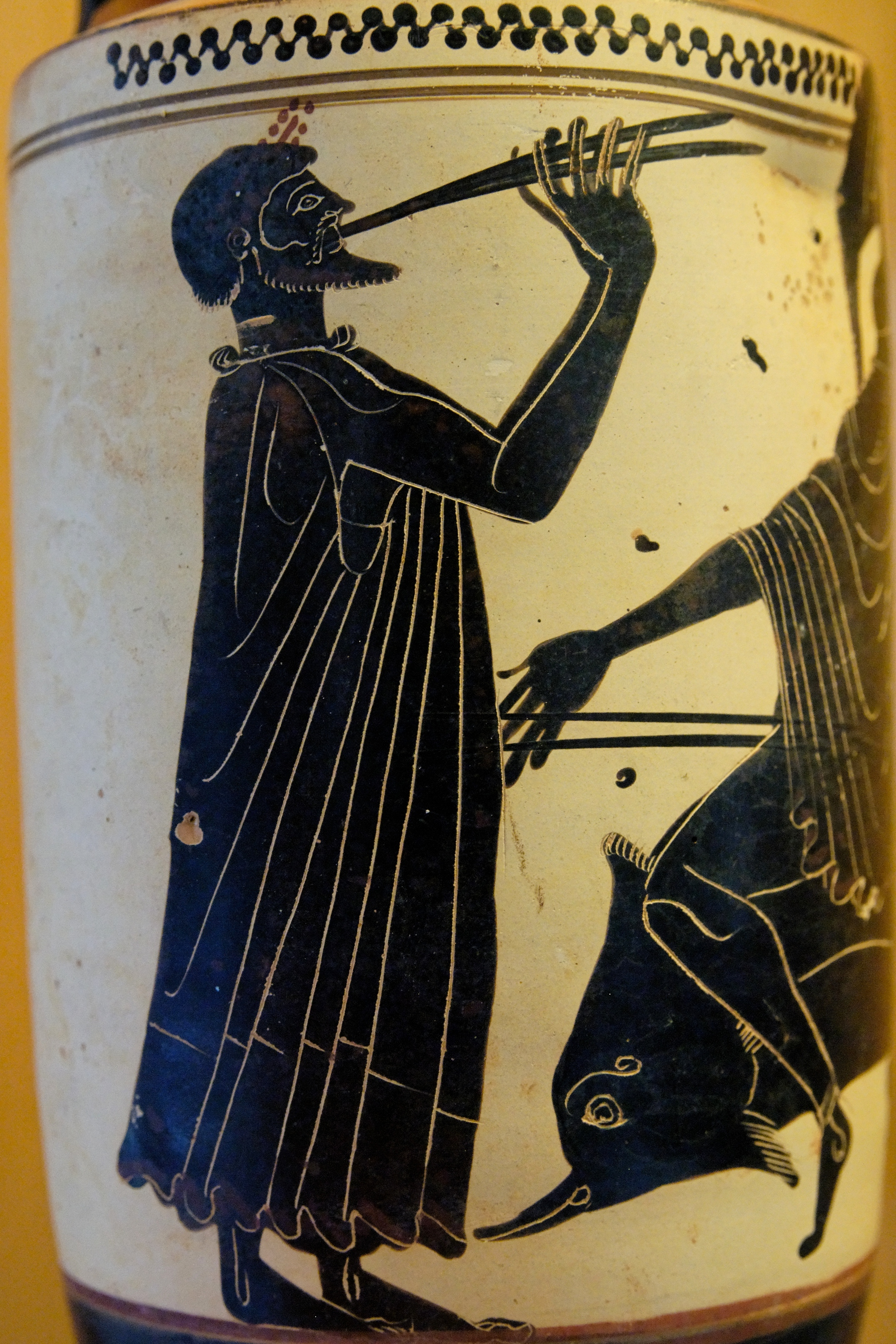
Aulos-Spieler, ca. 480 v. Chr. (aus der Nekropole Gaggera bei Selinunt/Sizilien)

Der Aulos (aus altgriechisch αὐλός aulós, „Röhre“, Plural Auloi) ist ein zu den Blasinstrumenten zählendes Rohrblattinstrument der Antike. Der Spieler dieses Instruments heißt Aulet (griechisch αὐλητής aulētḗs). Der Aulos hatte in der Regel zwei zylindrisch oder leicht konisch gebohrte Melodierohre, die miteinander nicht verbunden waren und beim Spielen V-förmig gehalten wurden. Ursprünglich bestanden die Rohre meist aus Schilfrohr oder Lotos, es waren aber auch diverse andere Materialien üblich. Auloi gab es in vielen Typen und Größen; die erhaltenen Rohre messen etwa zwischen 30 und 55 cm, antike Nachrichten belegen auch wesentlich längere Formen.
Vergleichbare gedoppelte Rohrblattinstrumente (Doppeloboen) gab es bereits im Alten Ägypten unter dem Namen memet. Bei den Etruskern hießen entsprechende Instrumente suplu. Im antiken Rom wurde der Instrumententyp lateinisch als tibia bezeichnet.

## Vorformen im Nahen Osten und im Mittelmeerraum

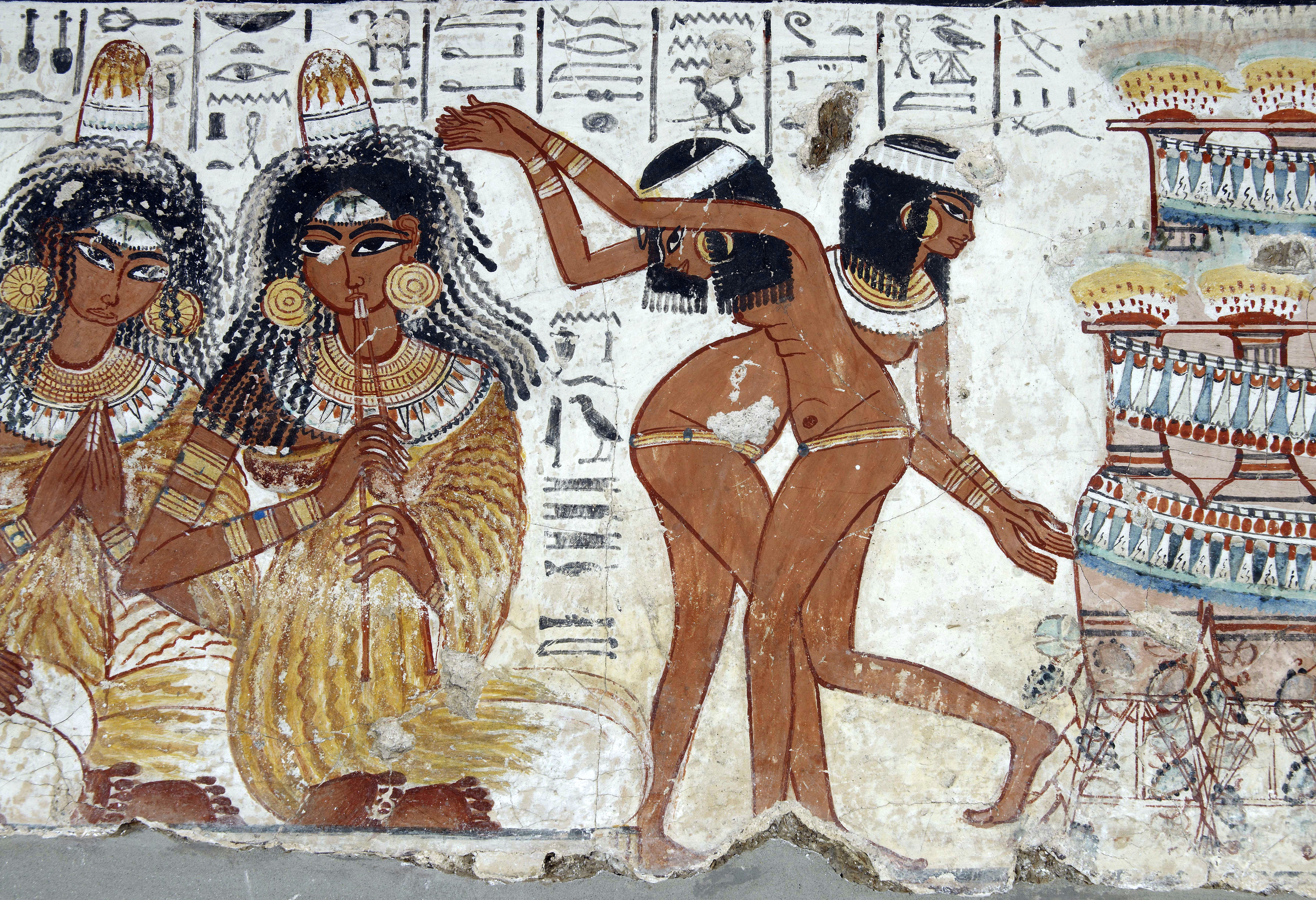
Ägyptischer Memet um 1400 v. Chr.

Aus dem Alten Ägypten (4. Dynastie, 2639–2504 v. Chr.) stammt eine in der Nekropole von Gizeh gefundene Statue mit einem Doppelinstrument. Seit der 5. Dynastie (2504–2347 v. Chr.) findet sich dieses Memet genannte Rohrblattinstrument auf bildlichen Darstellungen. Archäologisch sind Exemplare aus dem Mittleren Reich erhalten (ca. 2010 v. Chr. – 1793 v. Chr.). Aus der Spätzeit (664–332 v. Chr.) sowie aus der hellenistisch-römischer Zeit (4. Jahrhundert v. Chr. – 4. Jahrhundert n. Chr.) sind einige Exemplare aus Schilfrohr sehr gut erhalten. Diese Instrumente dürften ausschließlich mit Einfachrohrblättern gespielt worden sein. Die doppelten Schallrohre wurden parallel gehalten. Sie sind als die direkten Vorläufer der bis heute im Vorderen Orient und im Mittelmeerraum verbreiteten Instrumente zu betrachten (Duduk in Armenien, Balaban in Aserbaidschan und im Iran, Sipsi und Mey in der Türkei, Midschwiz im östlichen Mittelmeerraum, Launedda auf Sardinien). Vermutlich ebenfalls verwandt ist das in der Bibel genannte Instrument Chalil.

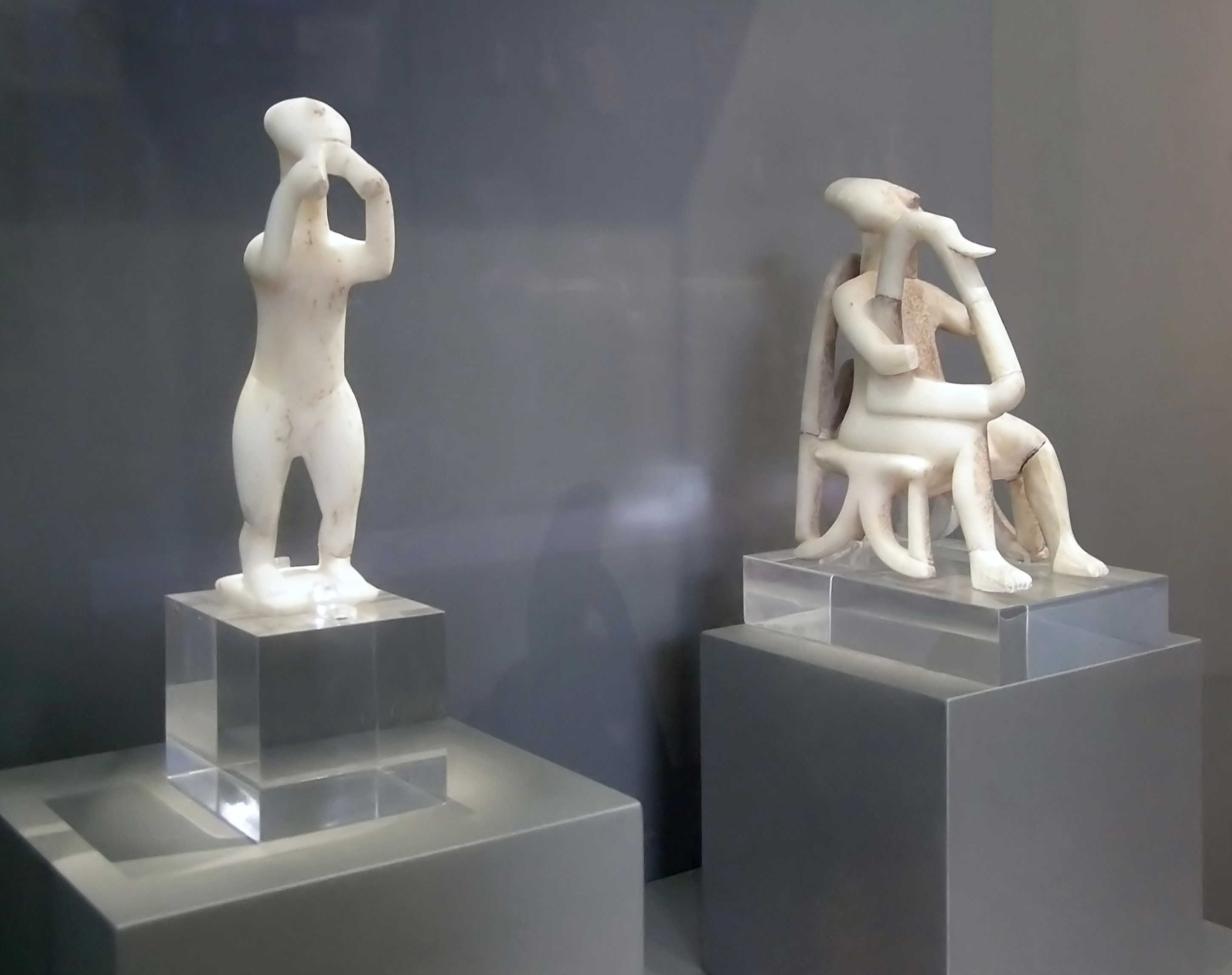
Der Aulosspieler und ein Harfenist. ca. 2600 v. Chr., Keros

Zu den ältesten Zeugnissen gehört auch ein Kykladenidol von der Insel Keros aus der Mitte des 3. Jahrtausends v. Chr., das einen Musiker zeigt, der eine Vorform des gedoppelten Aulos mit relativ kurzen, vermutlich konischen Rohren spielt. Auf Kreta findet sich aus minoischer Zeit (Mitte 2. Jahrtausend v. Chr.) die gut erhaltene Abbildung eines Doppelaulos, dessen eines Spielrohr einen aufwärts gebogenen Schalltrichter trägt. Die Rohre werden parallel gehalten und erreichen fast die Armlänge des Spielers. Die älteste Darstellung eines Aulisten mit einer Mundbinde findet sich auf einem neohethitischen Orthostaten des 8. Jahrhunderts v. Chr. aus Karatepe.
Eine sardinische Bronzestatuette (ca. 1000 v. Chr.) belegt eine Vorform der dort bis heute erhaltenen dreifachen Launeddas beziehungsweise Benas. Die etwa 8 cm hohe Figur zeigt einen Spieler, der drei gleich lange zylindrische Spielrohre im Mund hält, die mit ausgestreckten Armen am unteren Ende gegriffen werden. Aus der Hallstattzeit wurde in Százhalombatta (Ungarn) die Darstellung einer Doppelhornpfeife gefunden. Eine Figurine aus dem Kontext der östlichen Hallstattkultur (6. Jahrhundert v. Chr.) stellt eine Person dar, die zwei Hornpfeifen in V-Haltung spielt. Die Rohre sind etwa so lang wie ein Arm dargestellt. Die unteren Enden der Spielrohre sind in die hohle Wölbung der Hörner eingeführt, etwa um ein Drittel der Hornlänge vor der Hornspitze.

## „Klassischer“ griechischer Aulos

### Bedeutung und Verbreitung

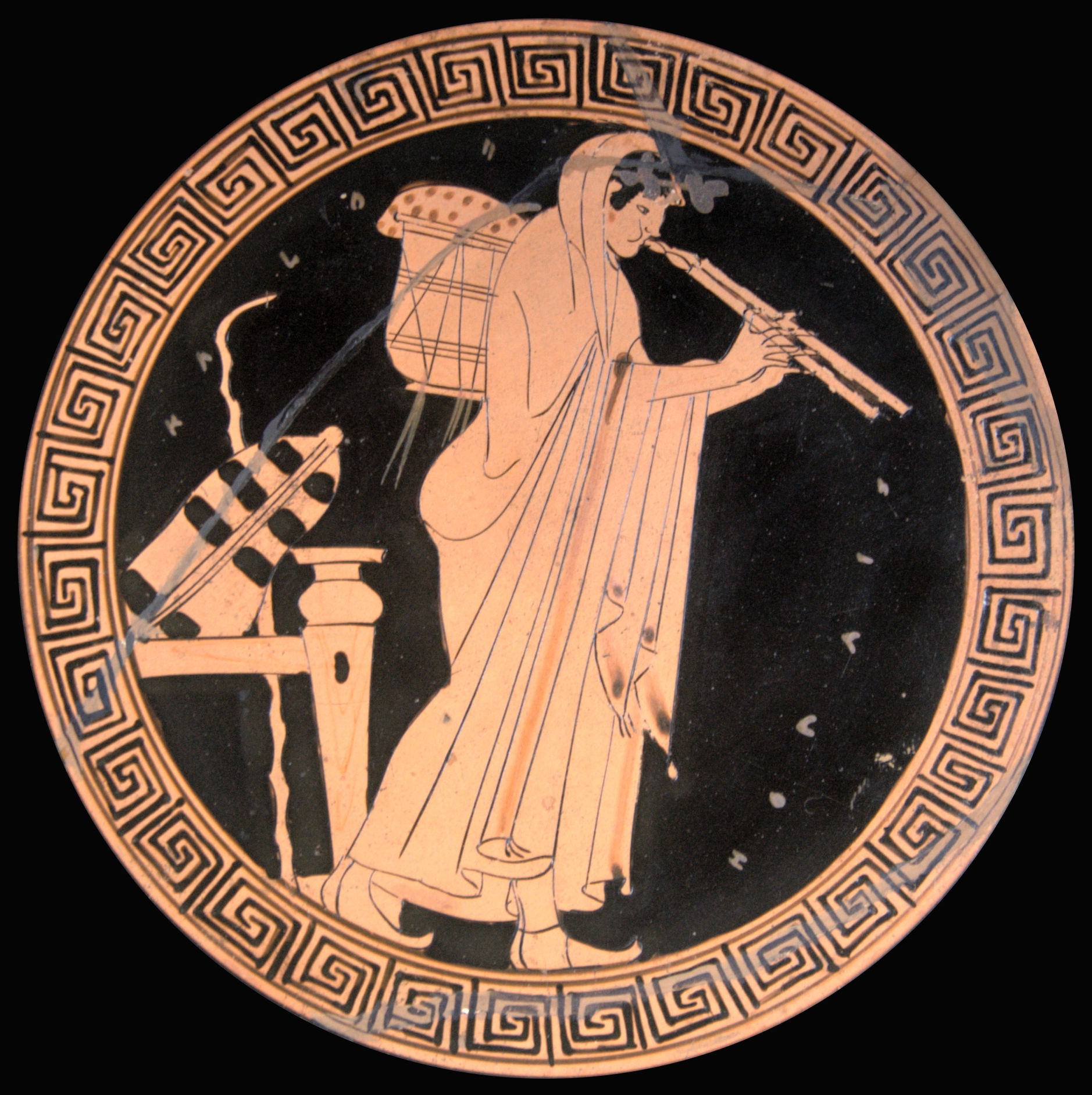
Aulos-Spieler, ca. 490 v. Chr., attische Vasenmalerei auf einer Trinkschale aus der Nekropole von Vulci

Ab dem 7. Jahrhundert v. Chr. sind Exemplare des griechischen Aulos, Darstellungen und literarische Zeugnisse in größerer Zahl erhalten. Trotz der zahlreichen möglichen Vorgängerformen, die rund um den Mittelmeerraum belegt sind, ist es wahrscheinlich, dass der Aulos im engen Sinn, also die griechische Form des Musikinstrumentes, etwa in dieser Zeit aus Kleinasien übernommen wurde. Möglicherweise steht die Übernahme im Zusammenhang mit der Verehrung des Gottes Dionysos, die ebenfalls aus dieser Region stammte. Zwar wurde in der modernen Forschung auch vorgeschlagen, den griechischen Aulos von den entsprechenden Instrumenten der kykladischen oder der minoischen Kultur herzuleiten, aber zahlreiche Passagen bei antiken Schriftstellern bringen den Aulos eindeutig mit kleinasiatischen Sagenfiguren (Hyagnis, Marsyas), Musikern (Olympos), Harmonien und Melodien in Verbindung.
Schon früh herrschte jedoch eine gewisse Konkurrenz zwischen den Auloi und den verschiedenen Formen der griechischen Leier (etwa Kithara oder Lyra). Der Aulos erfreute sich zwar großer Beliebtheit in unterschiedlichsten Zusammenhängen, wurde aber von vornehmen Griechen der Oberschicht nicht als standesgemäß und „hellenisch“ anerkannt. Dieser Gegensatz zwischen Blas- und Saiteninstrument spiegelt sich unter anderem auch in dem Mythos wider, nach dem der Kithara spielende Apollon den Aulos spielenden Marsyas besiegte. In den gleichen Zusammenhang gehören auch die Berichte in der antiken Literatur, nach denen sich der athenische Staatsmann und Feldherr Alkibiades geweigert haben soll, den Aulos zu erlernen. Noch im 4. Jahrhundert v. Chr. äußerten sich bedeutende griechische Schriftsteller (Platon, Aristoteles) ablehnend zu dem Instrument. Professionelle Aulosbläserinnen waren dagegen etwa die antiken Hetären. Berühmt wurden die Aulosbläserinnen Lamia von Athen und Aphrodite Bilistiche.
In hellenistischer Zeit verbreitete sich mit der griechischen Kultur auch der Aulos. Das südlichste Verbreitungsgebiet hellenistischer Auloi am Nil ist Meroe, wo im Bereich der Stadt und auf dem Nordfriedhof mehrere Exemplare aus Elfenbein und Metall gefunden wurden, die in die Jahre um 15 v. Chr. bis 2 v. Chr. datiert werden.
Die Funktion der „Flötenmädchen“ (αὐλέτιδες, aulétides) bei Symposien und ihre gesellschaftliche Stellung sind im Abschnitt zur profanen Prostitution in der Antike beschrieben.

### Mythologie
Der Erfinder des Aulos wird in der antiken Mythologie nicht einheitlich überliefert. Während Pindar auf die Göttin Athene verweist, die damit den Klagegesang der Gorgonen habe imitieren wollen, nennen andere Schriftsteller auch Apollon (Pseudo-Plutarch) und Ardalos, einen Sohn des Hephaistos. Auffällig ist in dieser Hinsicht allerdings, dass in den bildlichen Darstellungen der griechischen Antike der Aulos nie mit einer bestimmten Gottheit in Verbindung gebracht wird, sondern stets von austauschbaren Figuren wie Satyrn, Mänaden und Musen gespielt wird.
Ein weit verbreiteter griechischer Mythos schildert, wie Athene auf dem Aulos zu musizieren versucht, dann aber das Instrument fortwirft, als sie bemerkt, dass das Hineinblasen ihre Gesichtszüge entstellt. Der Aulos wird daraufhin von dem Satyrn Marsyas aufgehoben. Ihm gefiel das Spiel darauf so gut, dass er den Lyra spielenden Apollon zum Wettstreit herausforderte. Die als Schiedsrichter ausgewählten Musen erklärten jedoch Apollo zum Sieger. Darauf hängte dieser Marsyas zur Strafe für seinen Übermut an einer Fichte (dem heiligen Baum der Kybele) auf und zog ihm bei lebendigem Leib die Haut ab.

### Konstruktion, Spieltechnik und Klang
Abbildungen, Schriftquellen und archäologische Funde belegen, dass der Aulos ein Rohrblattinstrument war, auch wenn das Wort oft fälschlich mit „Flöte“ übersetzt wird. Er wurde mit Einfachrohrblatt oder Doppelrohrblatt gespielt. Aufgrund einer Beschreibung bei Theophrastos von Eresos wird teilweise vermutet, dass im 4. Jahrhundert die Gegenschlagzunge, also das Doppelrohrblatt, durch die Aufschlagzunge, also das Einfachrohrblatt, abgelöst worden sei. Archäologisch sind allerdings nur Doppelrohrblätter belegt. Zwischen Mundstück (zeugos) und Spielrohr (bombyx) saßen zwei ei- bzw. trapezförmig verdickte Abschnitte, der holmos (ὅλμος) und das hypholmion (ὑφόλμιον). Das Spiel – vermutlich mit Zirkularatmung, wie es bei den traditionellen Instrumenten des Mittelmeerraums und in Asien bis heute begegnet – wurde durch eine Mundbinde (griechisch φορβειά phorbeia, lateinisch capistrum) unterstützt. Der notwendige Blasdruck richtet sich vor allem nach den verwendeten Rohrblättern und liegt bei Doppelrohrblättern generell höher als bei Einfachrohrblättern.
Die Rohre bestanden traditionell aus Schilfrohr oder aus Lotos, in späterer Zeit waren auch Holz, Elfenbein oder Knochen üblich. Bereits bei Pindar (gestorben Mitte 5. Jahrhundert v. Chr.) ist außerdem die Verwendung von dünnem Erz für das Instrument erwähnt. Der Klang des Instruments variierte mit den verschiedenen Konstruktionen. Bei zylindrischer Bohrung der Röhre und Einfachrohrblatt dürfte er den traditionellen Einfachrohrblattinstrumenten entsprechen. Bei zylindrischem Schallrohr und Doppelrohrblatt entsprechen Mensur und Größe des Rohrblatts eher dem Krummhorn als dem in diesem Zusammenhang oft genannten Duduk. Bei konischer Bohrung und Doppelrohrblatt wäre der Klang schalmeienartig; Instrumente mit konischer Bohrung wurden allerdings bisher nicht gefunden.
Bei den ältesten erhaltenen Instrumenten hat jedes Rohr fünf Grifflöcher, darunter ein Daumenloch an zweiter Stelle von oben; dazu kam oft ein sechstes nicht gegriffenes Loch. In hellenistisch-römischer Zeit wurde die Zahl der Löcher stark erhöht und konnte nun bis zu 16 betragen. Durch Metallringe konnten die Löcher geöffnet oder verschlossen werden, wodurch sich der Tonumfang variieren ließ. Iulius Pollux führte diese Innovation auf einen Auleten namens Diodoros aus Theben zurück. Durch diese Fortentwicklungen konnten mit einem Aulos bis zu 24 Noten gespielt werden. Erhaltene Auloi haben durchwegs auf beiden Spielrohren unterschiedliche Grifflöcher, was ein einstimmiges Spiel ausschließt.

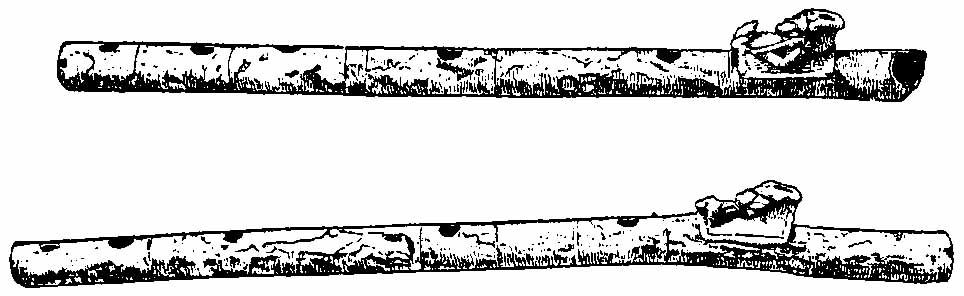
Zwei römische plagiauloi. Zeichnung in der Encyclopædia Britannica von 1911 nach Originalfunden im British Museum

Auf griechischen Abbildungen sind ausschließlich gedoppelte Instrumente dargestellt. Literarisch und durch Fundstücke ist jedoch auch das Musizieren auf einem einzelnen Schallrohr, dem monaulos (μόναυλος, „Einzelröhre“), belegt. Der einzeln geblasene monaulos war 25 bis 45 Zentimeter lang, besaß ungefähr acht Fingerlöcher und häufig – wie bei einer heutigen japanischen hichiriki – zwei Daumenlöcher. 
Ferner blieben teilweise aus Bronze gefertigte Exemplare der Querflöte plagiaulos (πλαγίαυλος, „Querröhre“) erhalten. Der mehrfach in griechischen Quellen erwähnte plagiaulos wurde im 19. Jahrhundert und bis in die Mitte des 20. Jahrhunderts nach unterschiedlichen Ansichten als seitlich angeblasenes Rohrblattinstrument oder als Querflöte mit einem seitlich rechtwinklig abstehenden Mundstück interpretiert. Hans Hickmann (1952) zufolge könnte der Name plagiaulos für beide, damals nicht unterschiedene Instrumentengattungen verwendet worden sein. Außerdem hält er es für möglich, dass nach Bedarf Einfach- oder Doppelrohrblätter in die Anblasöffnung eingesteckt wurden. Nachfolgend setzte sich die Ansicht durch, dass der plagiaulos eine zu den Hirtenflöten gehörende Querflöte war. Schriftquellen und Abbildungen zufolge war der plagiaulos vom 4. Jahrhundert v. Chr. bis ins 3. Jahrhundert n. Chr. bekannt.

### Erzeugte Tonskalen und Melodien
Nach dem Instrument ist das Tonsystem des Aulos-Modus benannt, dessen Relevanz für den antiken Aulos heute aber nicht mehr vertreten wird.

## Etruskische und römische Auloi/Tibiae

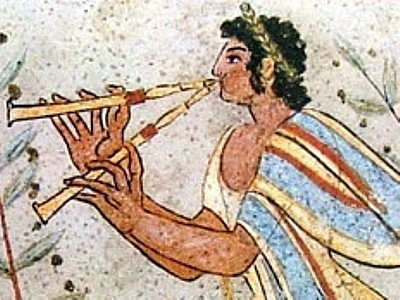
Etruskischer Flötenspieler, Tomba dei Leopardi, Anfang 5. Jhd. v. Chr.

Die etruskischen Instrumente scheinen den griechischen Auloi der klassischen Zeit weitgehend entsprochen zu haben. Abbildungen zeigen das untere Ende der Schallrohre mit einer leicht trichterförmigen Stürze. Auf einem Fresko in der Tomba Francesca Giustiniani sind (anaglotte) Einfachrohrblätter erkennbar, die sonst in der Mundhöhle verborgen wären. Beim Instrument aus der Tomba dei Leopardi sind die oberen Enden der Spielrohre rot abgesetzt. Das ist als erster Beleg für einen Metallring zu deuten, der hier das Rohr an der Stelle verstärkt, wo der holmos hineingepresst wird. Die Etrusker bezeichneten die Flöte spielende Person als Suplu, latinisiert Subulo.
Von den Etruskern übernahmen die Römer das gedoppelte Rohrblattinstrument, das lateinisch tibia oder gelegentlich fistula genannt wurde. In hellenistischer und römischer Zeit wurden die Instrumente zum Teil professionell gefertigt. Neben Holz und Rohr werden nun auch Erz, Silber und Elfenbein verwendet. Die Zahl der Bohrlöcher kann bis auf 18 erhöht werden. Ein Teil dieser Löcher wurde durch Wachsklumpen oder silberne Drehringe geöffnet bzw. verschlossen, um den Tonumfang zu verändern. Löcher unterhalb der greifbaren Löcher sind als Schalllöcher zu betrachten. Diese konnten mit abnehmbaren rohr- oder trichterförmigen Aufsätzen versehen werden, die offenbar die Klangfarbe beeinflussten. Neben den aufwändigen Instrumenten bestanden die einfachen fort.
In römischer Zeit wurden „rechte“ und „linke“ Tibiae unterschieden, wobei die rechte länger war und tiefer klang, die linke kürzer bzw. höher. Die rechte war das führende, die linke das begleitende Rohr. Neben dem Zusammenspiel der ungleichen Rohre ist auch das von zwei „gleichen“, in der Regel von zwei rechten, belegt. Hatten die beiden Rohre der Tibia – bei unterschiedlicher Länge – gleich viele Grifflöcher, wurde sie serranische oder lydische Tibia genannt. Die phrygische Tibia hatte an beiden Rohren eine unterschiedliche Anzahl von Grifflöchern. Sie trug auf einem der Rohre (meist dem linken) einen elymos genannten Schallbecher aus Horn. Auch konnte das Rohrende aufwärts gebogen sein und in einen kleinen Trichter auslaufen. Neben den hier genannten gab es weitere Instrumententypen, die nur dem Namen nach bekannt sind.